# Hedychium muluense
Espèce
Hedychium muluense, le Gingembre de Mulu, est une espèce de plantes à fleurs de la famille des Zingiberaceae. C'est une plante tropicale de Bornéo (Sabah, Sarawak).